# Markowice (województwo kujawsko-pomorskie)
Markowice – wieś w Polsce położona w województwie kujawsko-pomorskim, w powiecie mogileńskim, w gminie Strzelno. Wzmiankowana po raz pierwszy w XIV wieku.

## Podział administracyjny

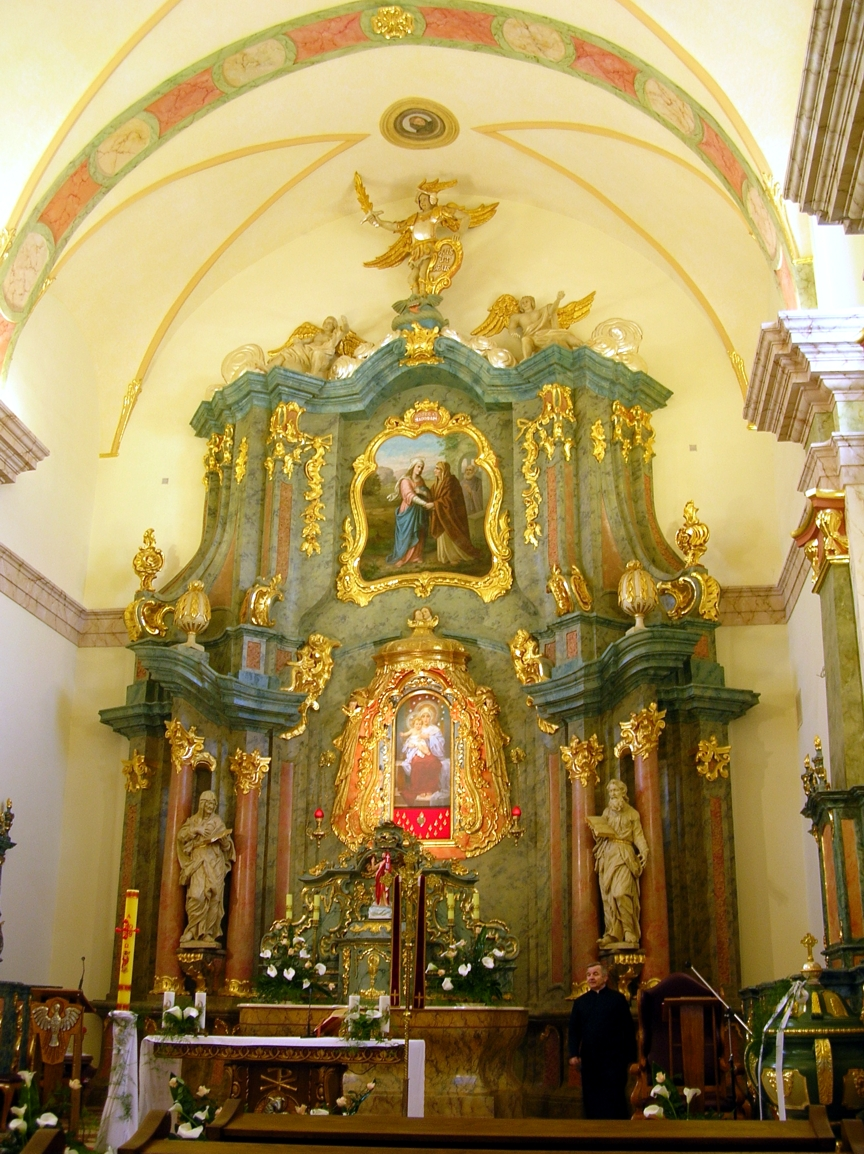
Barokowy ołtarz główny kościoła w Markowicach

W latach 1954–1971 wieś była siedzibą władz gromady Markowice, po jej likwidacji znalazła się w gromadzie Strzelno Klasztorne. W latach 1975–1998 administracyjnie należała do województwa bydgoskiego.

## Demografia
Według Narodowego Spisu Powszechnego (III 2011 r.) liczyła 586 mieszkańców. Jest największą miejscowością gminy Strzelno.

## Historia

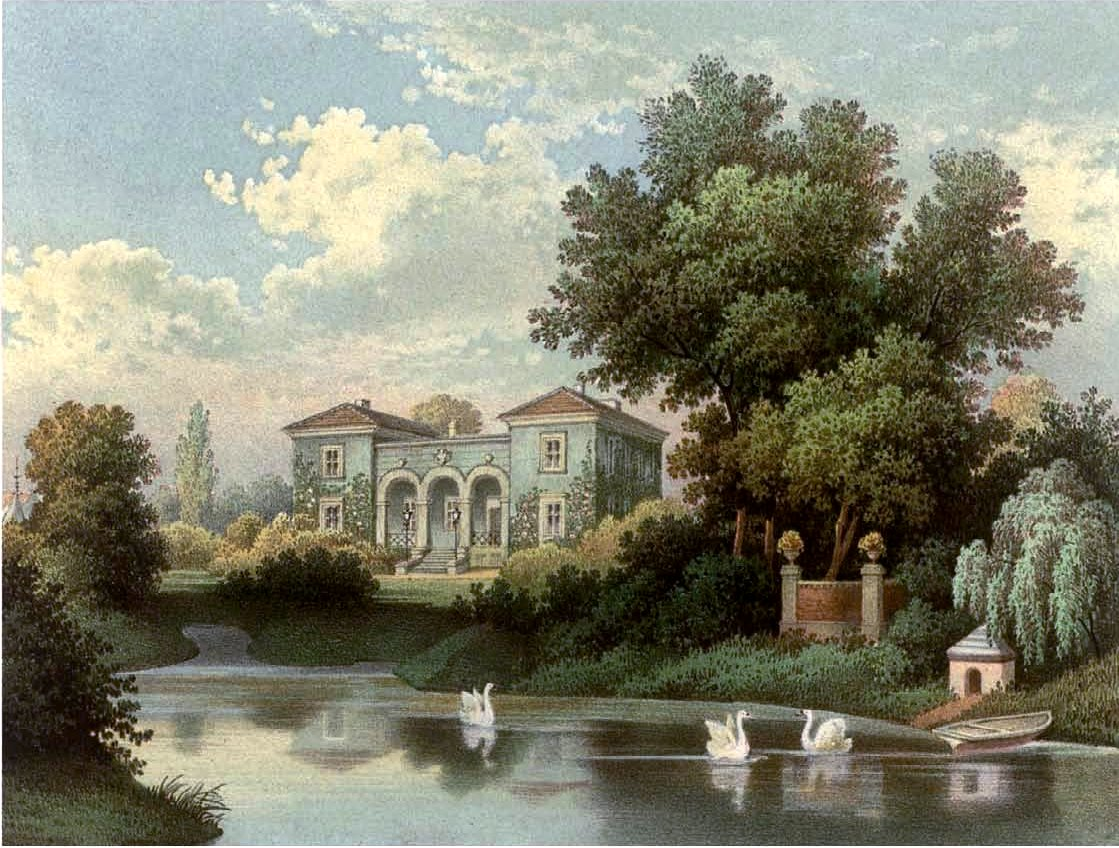
Dwór w Markowicach około 1860, Autorzy: Theodor Albert, Heinrich Litzmann, Wydawca: Verlag v. Alexander Duncker Königl. Hofbuchhändler in Berlin

Pierwsza wzmianka o wsi pochodzi z 1215 roku. Była to własność rycerska rodu Markowskich. Kolejno właścicielami byli: Bardzcy, Żychlińscy, Skarbek-Malczewscy, Kościesza-Kosomowscy, Zielińscy, Sumińscy.
W okresie zaborów, pod koniec XVIII w. Markowice należały do rodziny Malczewskich, którzy w 1801 roku sprzedali je W. Kosmowskiemu. W trzy lata później zadłużony już mocno majątek kupił ojciec poety Gustawa Zielińskiego (ur. w Markowicach w 1809 roku), Norbert Zieliński, pułkownik z okresu insurekcji kościuszkowskiej. W okresie napoleońskim Markowice należały do Księstwa Warszawskiego (1807-1815). Przedtem rząd pruski chętnie udzielał szlachcie polskiej kredytów, o spłatę których upomniał się po powrocie tych ziem do Prus bezwzględnie egzekwując narosłe w tym czasie należności.  Zadłużone Markowice przejęła berlińska instytucja kredytowa, która w 1836 roku sprzedała Markowice w drodze licytacji Niemcowi polskiego pochodzenia – Arnoldowi von Wilamowitzowi-Moellendorff, który był ojcem światowej sławy filologa klasycznego Ulryka von Wilamowitz-Moellendorff (ur. w Markowicach w 1848 roku).
Poza siedzibą dominium Wilamowitzów-Moellendorff w Markowicach znajdowała wówczas się niewielka posiadłość Jaskólskich, wieś włościanska oraz obecna wieś Wymysłowice (dawne Gaj i Wymysłowo) a także jej część Wymysłowo.
Żona Arnolda Ulryka von Wilamowitz-Moellendorff z domu von Calbo założyła prywatny cmentarz protestancki w Lesie Wymysłowickim (wieś będąca dawniej częścią Markowic).
Ona też urządzała wybudowany w Markowicach pałac i należący do niego park. Po śmierci Arnolda majątkiem zarządzał jego najstarszy syn Hugo. Później przeszedł on w ręce Clausa von Heydebrecka, który w 1891 roku poślubił najstarszą córkę Hugona – Hildegardę, która po śmierci męża w 1935 roku zarządzała majątkiem samodzielnie. Właściciele majątku  Markowicach, uważani byli przez mieszkańców za dobrych i uczciwych pracodawców. Wybuch II wojny światowej radykalnie zmienił dotychczas dobre relacje polsko-niemieckie. W 1939 roku przed wybuchem wojny Hildegarda razem z córkami opuściła Polskę.

## Tragiczny 8 września 1939
W czasie jej nieobecności doszło do tragicznych wydarzeń. 8 września 1939, do opuszczonego przez właścicieli majątku wjechał dziesięcioosobowy patrol rowerowy niemieckich żołnierzy z 5. Kompanii 68. Pułku Pionierów. Z relacji niemieckich wynika, że dotarli oni do wsi od strony Mątew,  zatrzymując się w pałacu. Na ich widok do ataku przystąpili uciekinierzy z terenów północnych oraz miejscowi Polacy przy użyciu narzędzi gospodarczych, zabijając czterech żołnierzy.
Wtedy pojawiły się  podejrzenia, że ktoś strzelał do Polaków od strony pałacu. Rozgorączkowany tłum rzucił się do jego wnętrza. Śmierć poniosło ośmiu Niemców, pałac splądrowano i spalono dla zatarcia śladów.
Kiedy wkroczyły regularne wojska niemieckie, ludność wsi miała zostać rozstrzelana. W obronie Polaków wystąpił niemiecki kasjer majątku-Robert Jaschik, który przeżył te wydarzenia ukrywając się w markowickim klasztorze. Prawdopodobnie dzięki jego postawie i wstawiennictwu przedstawiciela rodziny Wilamowitzów von Moellendorffów mieszkańcy Markowic uniknęli pacyfikacji.
Wśród osób, które poniosły śmierć podczas incydentu znalazła się rodzina Ewalda Reicha, Niemca urodzonego w Markowicach, syna ogrodnika Adolfa Reicha zatrudnionego w dobrach markowickich. W 1920 roku rodzina ta przyjęła obywatelstwo polskie i żyła w dobrym sąsiedztwie z miejscową ludnością.

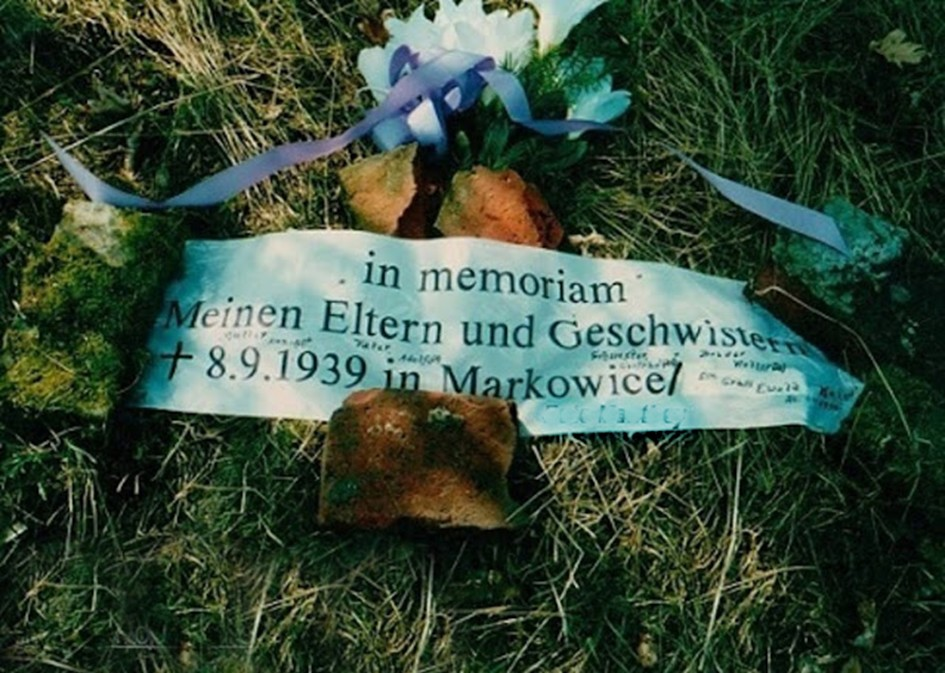
Upamiętnienie miejsca pochówku rodziny Reichów

Ewald był sportowcem - wioślarzem. Trenował w bydgoskim, o orientacji niemieckiej, Klubie Wioślarskim Frithjof. Startował w 1938 roku w polskich barwach narodowych, odnosząc zwycięstwa, m.in. w meczu międzypaństwowym Polska-Węgry oraz zdobywając w tym samym roku tytuł mistrza Polski. W tym też roku znalazł się w dziesiątce najlepszych sportowców Pomorza.  Reprezentował barwy polskie na międzynarodowych regatach w Kopenhadze w 1939 roku.
22 i 23 sierpnia 1939 odbyły się w Bydgoszczy międzynarodowe regaty wioślarskie o Puchar Bałtyku w ramach Tygodnia Bydgoszczy, w których startował również Ewald Reich. Po tych zawodach nie powrócił do Markowic, pozostając w mieście.
Wraz z małżonką w 1993 roku odwiedził Markowice i cmentarz ewangelicki w Gaju Wymysłowickim. Po latach przybył z niemieckiego Belm, by złożyć kwiaty z pamiątkową szarfą w miejscu, w którym przed laty pochowani zostali członkowie jego rodziny.

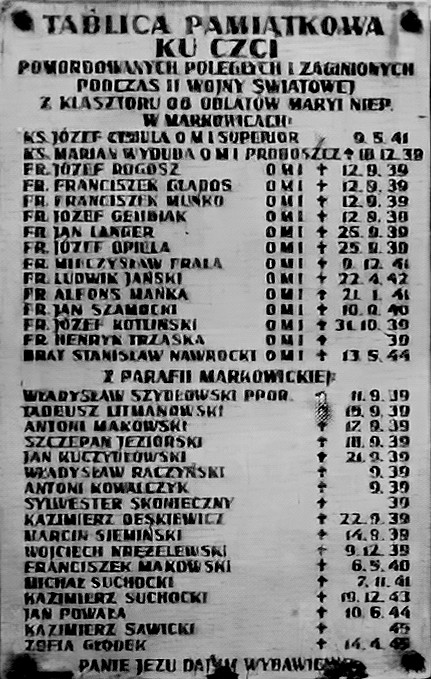
Tablica pamiątkowa na murze kościoła w Markowicach.

Kopia niemieckiego raportu z dnia  31 października 1939 roku zawiera wykaz osób, które w Markowicach, jak napisano - „zginęły z ręki polskich band". Oprócz ogólnej informacji na temat śmierci siedmiu niemieckich żołnierzy, imiennie wymienionych jest tam jeszcze dziewięć innych osób, z których osiem zginęło w tych samych tragicznych okolicznościach. Wszyscy Niemcy, którzy zginęli w czasie tych wydarzeń, zostali pochowani na cmentarzu rodziny Wilamowitzów w wymysłowickim lesie.
Władze niemieckie poddały Markowice szczególnie ostremu reżimowi administracyjnemu. W październiku 1939 usunięto z klasztoru zakonników, zamieniając kompleks w szkołę niemiecką. Szacuje się, że do połowy roku 1945 zostało zamordowanych bądź zaginęło 32 mieszkańców Markowic i okolic, w tym 15 oblatów z klasztoru.
W odwecie władze okupacyjne zamieniły Markowice w karną osadę represjonując wielu mieszkańców. Ze stosowania ciężkich metod torturowania słynął miejscowy posterunek żandarmerii. W dniu 5 października 1939 r. policja wypędziła z klasztoru wszystkich ojców, braci i nowicjuszy. W żelaznym rygorze trzymana był cała ludność zatrudniona w majątku ziemskim, którym zarządzał von Egan.

## Współczesność
Markowice nazywane są "Kujawską Częstochową" ze względu na istniejące tutaj od XVIII w. Sanktuarium Maryjne (obecnie Bazylika Mniejsza) z cudowną figurą Matki Bożej z dzieciątkiem Jezus, którą koronował w 1958 roku Kardynał Stefan Wyszyński nadając tytuł  Matki Boskiej Markowickiej,,Królowej Miłości i Pokoju Pani Kujaw”. Sanktuarium początkowo było pod opieką Karmelitów Trzewiczkowych, następnie Ojców Oblatów Maryi Niepokalanej, a obecnie księży diecezjalnych.
30 sierpnia 2013 Misjonarze Oblaci Maryi Niepokalanej ukończyli swoją posługę, przez co opuścili Markowice. Kustoszami Sanktuarium zostają księża diecezjalni z archidiecezji gnieźnieńskiej.
Po wojnie funkcjonowało PGR Markowice, a w nim ferma bydła. W 2014 roku podczas budowy obwodnicy Inowrocławia odkryto tutaj wczesnośredniowieczne cmentarzysko rzędowe z VII-IX wieku.
16 listopada 2018 otworzono węzeł Markowice na nowym odcinku drogi krajowej 15/25.
W latach 2021–2022 wybudowano w okolicach wsi farmę wiatrową składającą się z 13 turbin wiatrowych.
Dziś we wsi Markowice funkcjonuje Szkoła Podstawowa w Markowicach im. Gustawa Zielińskiego.
W roku szkolnym 2024/25 w Szkole pracuje 19 nauczycieli.
Prowadzona jest rozbudowa sieci wodociągowej
Działa tu również chór parafialny Chorus Mariae Reginae, który w 2025 obchodził 10. rocznicę istnienia.
Koło Gospodyń Wiejskich "Markowiczanie" w Markowicach uczestniczy w Programie finansowanym przez Fundacje Biedronki Danie wspólnych chwil. Program polega na organizacji cyklu spotkań dla seniorów, dla których przygotowywano posiłki i wspólnie spędzano czas integrując się, a jednocześnie zachęcając seniorów do wyjścia z domów. Spotkania odbywały się raz w miesiącu. Mogli w nich uczestniczyć wszyscy chętni seniorzy z Markowic oraz okolic. Udział w spotkaniach był całkowicie bezpłatny. Program ma być kontynuowany.
Sołectwo Markowice i KGW Markowiczanie z okazji Świta Niepodległości organizują coroczne Markowickie Wieczory z Pieśnią i Poezją pt. "Pozostaną ślady dawnych dni”

## Zabytki
- Barokowy zespół klasztorny karmelitów trzewiczkowych (w latach 1926-2013 Misjonarzy Oblatów Maryi Niepokalanej). Kościół w pierwotnym kształcie ukończono w roku 1710, w latach 1754-1764 dobudowano wieżę, w roku 1777 przeorientowano (prezbiterium przeniesiono z części wschodniej do zachodniej), w związku z czym przebudowano wnętrze. We wnętrzu ołtarze późnobarokowe i rokokowe, w ołtarzu głównym późnogotycka figurka Matki Boskiej z Dzieciątkiem z lat 1470-1480 (autentyczna jest jedynie górna część rzeźby - popiersie Matki Boskiej i Dzieciątko, resztę uzupełniono w roku 1948), koronowana w roku 1965. Klasztor zbudowany w latach 1767-1774
- Barokowa kolumna z krucyfiksem, z XVIII w.

## Urodzeni w Markowicach
- Gustaw Zieliński (1809-1881), polski pisarz i poeta okresu romantyzmu, uczestnik powstania listopadowego, zesłaniec syberyjski
- Ulrich von Wilamowitz-Moellendorff (1848-1931), niemiecki filolog klasyczny, badacz antyku, profesor uniwersytetów w Gryfii, Getyndze i Berlinie
- Grzegorz Roszak (ur. 1955), polski polityk, nauczyciel, samorządowiec, poseł na Sejm VI kadencji
- Leon Władysław Wituski (1825-1900),przyrodnik, matematyk, nauczyciel Gimnazjum św. Marii Magdaleny w Poznaniu. Członek Towarzystwa Pomocy Nauk. Członek Poznańskiego Towarzystwa Przyjaciół Nauk w latach 1894–1900, Wydz. Hist.-Lit. (GMM). Członek Towarzystwa Nauk Ścisłych w Paryżu pełnił tu funkcję korespondencyjną.
- Tadeusz Wituski (1867–1934), aptekarz, działacz naukowy.
- Karol Wituski (1867-1934), kupiec, bankowiec inowrocławski.